# Мерлир, Тим
Тим Мерлир (нидерл. Tim Merlier, род. 30 октября 1992, Вортегем-Петегем, Бельгия) — бельгийский профессиональный шоссейный велогонщик, выступающий за бельгийскую команду «Deceuninck-Quick Step».

## Карьера
Изначально занимался велокроссом и в 2010 году стал чемпионом Бельгии среди юниоров. Позже выиграл гонку Superprestige в Ворселааре в классе юниоров. Добился ряда успехов на молодёжном и взрослом уровнях
Параллельно, Мерлир выступал в шоссейных гонках за континентальные команды UCI и выиграл своё первое международное соревнование на Grote Prijs Stad Zottegem в 2016 году. В 2017 и 2018 годах он выступал за профессиональную континентальную команду UCI Vérandas Willems-Crelan и выиграл два этапа и очковую классификацию на Туре Дании 2018 года.
После перехода в команду Corendon-Circus в 2019 году Мерлир совершил прорыв, в том числе стал чемпионом Бельгии по шоссейному велоспорт в групповой гонке 2019 года, выиграл Классику Брюсселя в 2020 году и Бредене-Коксейде Классик в 2021 году.
На своём первом Гранд-туре, Джиро д’Италия 2021 года, выиграл второй этап, но был вынужден покинуть Тур после десятого этапа по состоянию здоровья. Похожая участь постигла его дебют на Тур де Франс в том же году: он выиграл третий этап Тура, но затем был вынужден покинуть его по ходу десятого этапа.

## Достижения
2015
3-й Схал Селс
2016
1-й Grote Prijs Stad Zottegem
6-й Тур Лимбурга
9-й Халле — Ингойгем
2017
7-й Дварс дор хет Хагеланд
2018
1-й  Очковая классификация Тур Дании
1-й — Этапы 3 и 5
3-й Тур Лимбурга
5-й Гран-при Марселя Кинта
2019
1-й  чемпионом Бельгии по шоссейному велоспорт — групповая гонка
1-й Elfstedenronde
1-й  Очковая классификация Тур Эльзаса
1-й — Этапы 1 и 4
1-й — Этап 5 Тур Дании
2-й Антверп Порт Эпик
3-й Münsterland Giro
5-й Мемориал Рика Ван Стенбергена
6-й Дварс дор хет Хагеланд
6-й Omloop Mandel-Leie-Schelde
7-й Paris–Chauny
2020
1-й Классика Брюсселя
1-й — Этап 6 Тиррено — Адриатико
1-й — Этап 4 Тур Антальи
3-й Три дня Брюгге — Де-Панне
4-й Схелдепрейс
5-й Дварс дор хет Хагеланд
2021
1-й Бредене-Коксейде Классик
1-й Ле-Самен
1-й Гран-при Жан-Пьера Монсере
1-й Тур Лимбурга
1-й Elfstedenronde
1-й — Этап 2 Джиро д’Италия
1-й — Этап 3 Тур де Франс
3-й Дварс дор Фландерен
9-й Дварс дор хет Хагеланд